# Carácter sacramental
Según la doctrina de la Iglesia católica, un carácter sacramental es una marca espiritual indeleble (el significado de la palabra carácter en latín) impresa por tres de los siete sacramentos: bautismo, confirmación, y Orden Sacerdotal.
Esta enseñanza se expresa como sigue en el Catecismo de la Iglesia católica, 1121:

Los tres sacramentos del Bautismo, de la Confirmación y del Orden sacerdotal confieren, además de la gracia, un carácter sacramental o "sello" por el cual el cristiano participa del sacerdocio de Cristo y forma parte de la Iglesia según estados y funciones diversos. Esta configuración con Cristo y con la Iglesia, realizada por el Espíritu, es indeleble (Cc. de Trento: DS 1609); permanece para siempre en el cristiano como disposición positiva para la gracia, como promesa y garantía de la protección divina y como vocación al culto divino y al servicio de la Iglesia. Por tanto, estos sacramentos no pueden ser reiterados.

Las marcas que dejan estos tres sacramentos son distintos en cada caso, siendo además indelebles, así que nadie puede recibir el sacramento en cuestión más de una vez. La doctrina del carácter sacramental es por lo tanto una expresión particular de una doctrina largamente establecida según la cual el bautismo, la confirmación y las órdenes sagradas no pueden reiterarse.
Quien recibe un grado inferior de las órdenes sagradas puede recibir una superior. De este modo, aunque uno que haya sido ordenado diácono no puede ser ordenado otra vez diácono, sí puede ser ordenado sacerdote. Del mismo modo, mientras un sacerdote no puede volver a ser ordenado sacerdote, sí puede ser ordenado obispo. No hay grado superior al de obispo que pueda ordenarse. Cada grado superior, se supone que confiere mayor profundidad o intensificación del carácter de las órdenes sagradas.
Es dudoso si una persona ha recibido uno de estos sacramentos en cuestión, el sacramento puede ser administrado condicionalmente, pero no, hablando propiamente, repetido.
La doctrina del carácter sacramental fue definido dogmáticamente en el siglo XVI Concilio de Trento, pero ya se había sostenido desde hacía mil años antes, y sobre ello escribió Agustín de Hipona. El teólogo inglés del siglo XIII, Alejandro de Hales desarrolló y fijó esta doctrina del "character indelibilis" del bautismo, la confirmación, y la ordenación sacerdotal.
El Catecismo de la Iglesia Católica, 698 explica de la siguiente manera el significado de la imagen de "sello", usada como alternativa a la del "carácter":

"El sello es un símbolo cercano al de la unción. En efecto, es Cristo a quien "Dios ha marcado con su sello" (Jn 6, 27) y el Padre nos marca también en él con su sello (2 Co 1, 22; Ef 1, 13; 4, 30). Como la imagen del sello ["sphragis" - (σφραγίς) ] indica el carácter indeleble de la Unción del Espíritu Santo en los sacramentos del Bautismo, de la Confirmación y del Orden, esta imagen se ha utilizado en ciertas tradiciones teológicas para expresar el "carácter" imborrable impreso por estos tres sacramentos, los cuales no pueden ser reiterados..

## Historia
La Iglesia cristiana primitiva debatió la situación del clero y los laicos no practicantes, cismáticos y heréticos. Dos teólogos prominentes (Cipriano y Agustín) expresaron opiniones doctrinales en las controversias religiosas sobre el bautismo y el orden sacerdotal. Cipriano fue elevado al rango de obispo de Cartago, a pesar de ser un converso reciente. Su elección fue impugnada. Durante su obispado, enseñó que "si alguno no está con el obispo, no está en la Iglesia". Cipriano también enfatizó que cualquier ministro que rompiera con la Iglesia perdía ipso facto el don del Espíritu Santo que había validado sus sagradas órdenes. Agustín de Hipona expresó en contraste la existencia del carácter sacramental y enfatizó que Cristo es siempre el agente principal.
Agustín de Hipona expresó en contraste la existencia del carácter sacramental y enfatizó que Cristo es siempre el agente principal. Agustín también abordaría la visión de Cipriano sobre los sacramentos, creyendo que su comprensión no era adecuada. En respuesta a la controversia donatista, Agustín creía que "tienen el bautismo de Cristo" y "tienen los sacramentos", aunque no tenían la salvación.
Basilio de Cesarea también expresó sus opiniones sobre la situación de los cristianos alejados, cismáticos y heréticos. Enseñó que los cismáticos «aún pertenecían a la Iglesia».
Durante el Primer Concilio Ecuménico de Constantinopla, los obispos de la iglesia estatal romana recibieron a "arrianos, macedonios, sabatianos, novacianos, aquellos que se llaman a sí mismos cátaros y aristeos, cuartodecimanos o tetraditas, apolinaristas" cuando "presentan declaraciones y anatematizan toda herejía que no sea de la misma mente que la santa, católica y apostólica iglesia de Dios. Primero son sellados o ungidos con el santo crisma en la frente, los ojos, las fosas nasales, la boca y las orejas".
Dentro de la Iglesia Romana, la doctrina del carácter sacramental fue definida dogmáticamente por la Iglesia Católica en el Concilio de Trento del siglo XVI.

## Opiniones de otros cristianos

### Luteranismo
El teólogo luterano Wolfhart Pannenberg afirmó: «En cuanto al pensamiento de promesa y envío que constantemente gobierna a los ordenados y los reclama para el servicio de Cristo, ya no necesitamos oponernos [al carácter indeleble] desde el lado luterano, ya que este punto de vista también se expresa en las iglesias luteranas. Aquí no hay repetición de la ordenación».

### Anglicanismo
El Libro de Oración Común de la Iglesia Episcopal en los Estados Unidos enseña que: "El vínculo que Dios establece en el Bautismo es indisoluble". Un Diccionario Episcopal de la Iglesia, una referencia fácil de usar para episcopales, afirma: «El concepto de validez sacramental data del siglo III, cuando la Iglesia de Roma sostenía que los cismáticos y herejes podían administrar un bautismo válido. Esto contradecía la postura de Cipriano, obispo de Cartago, de que los sacramentos de la iglesia no podían ser administrados por nadie ajeno a ella». Los cánones de la Iglesia de Inglaterra también enseñan: "Ninguna persona que haya sido admitida en el orden de obispo, sacerdote o diácono puede jamás ser despojada del carácter de su orden".

### Ortodoxia
En la Ortodoxia, la opinión sobre este concepto varía. El Patriarcado Ecuménico de Constantinopla enseña que, mediante una "oikonomia [economía] extrema", quienes se bautizan en las tradiciones ortodoxa oriental, católica romana, luterana, católica antigua, morava, anglicana, metodista, reformada, presbiteriana, de la Iglesia de los Hermanos, de las Asambleas de Dios o bautista pueden ser recibidos en la Iglesia Ortodoxa mediante el sacramento de la Crismación y no mediante el rebautismo. En lo que respecta a las órdenes sagradas, cada Iglesia ortodoxa determina la validez y eficacia de la ordenación de otra Iglesia no ortodoxa.